# モーゼズ・サイモン
モーゼス・ダディ＝アジャラ・サイモン（Moses Daddy-Ajala Simon, 1995年7月12日 - ）は、ナイジェリア・ジョス出身のプロサッカー選手。リーグ・アン・FCナント所属。ナイジェリア代表。ポジションはミッドフィールダー。

## 経歴

### 初期経歴
ナイジェリアのGBSアカデミーに所属していた当時から、ナイジェリア国内のみならず、世界中のクラブから関心を向けられていた。オランダの強豪アヤックスと仮契約を交わし、プレシーズンの練習にも参加していたが、最終的にはアヤックスとの契約には至らず、スロバキアのアヤックスのパートナークラブであるASトレンチーンと契約を交わすことになった。

### ASトレンチーン
ASトレンチーンとは2014年1月13日に3年間契約を結ぶ。FC VSSコシツェ戦で、先発で起用されデビューを果たす。FC VSSコシツェ戦で、初得点を挙げる。その後はチームの主力として定着していった。UEFAヨーロッパリーグ 2014-15予選2回戦、ホームでの第1戦、FKヴォイヴォディナ・ノヴィ・サド戦で、ヨーロッパリーグデビューと同時にハットトリックを達成した。

### KAAヘント
ASトレンチーンでの活躍が認められ、2015年1月6日に3年契約でKAAヘントに移籍をする。冬の加入であったが、すぐにチームにフィットし、2015年1月18日のロイヤル・ムスクロン＝ペルウェルツ戦で、ベルギーリーグデビューを果たす と、ベルギーでの3戦目であるスポルティング・ロケレン戦では、初得点と同時にハットトリックを達成。2014-15シーズンは合計17試合に出場し7得点と、チームのベルギープロリーグ優勝に貢献した。
リーグ戦の優勝から2ヶ月後に行われたベルギー・スーパーカップにも出場し、途中出場ながら決勝点のアシストを記録した。

### レバンテUD
2018年8月6日、レバンテUDと5年契約を結んだ。

## 代表経歴
2015年4月26日のウガンダとの親善試合でデビューを果たす。2015年9月8日のニジェール戦で、代表初得点をあげる。
2018 FIFAワールドカップの選考メンバーに登録されていたが、怪我により最終メンバーから外れた。

## 個人成績

### クラブでの成績
2018年5月21日現在
出典：Soccerway.com
| クラブ         | シーズン | リーグ戦     | リーグ戦 | リーグ戦 | カップ戦 | カップ戦 | UCL  | UCL  | UEL  | UEL  | その他 | その他 | 合計 | 合計 |
| クラブ         | シーズン | リーグ       | 試合     | 得点     | 試合     | 得点     | 試合 | 得点 | 出場 | 得点 | 試合   | 得点   | 試合 | 得点 |
| -------------- | -------- | ------------ | -------- | -------- | -------- | -------- | ---- | ---- | ---- | ---- | ------ | ------ | ---- | ---- |
| ASトレンチーン | 2013–14  | フォルトゥナ | 14       | 7        | -        | -        | -    | -    | -    | -    | -      | -      | 14   | 7    |
| ASトレンチーン | 2014–15  | フォルトゥナ | 19       | 6        | 2        | 1        | -    | -    | 4    | 3    | -      | -      | 25   | 10   |
| ASトレンチーン | 合計     | 合計         | 33       | 13       | 2        | 1        | -    | -    | 4    | 3    | -      | -      | 39   | 17   |
| KAAヘント      | 2014–15  | ジュピラー   | 17       | 7        | 3        | 0        | -    | -    | -    | -    | -      | -      | 20   | 7    |
| KAAヘント      | 2015–16  | ジュピラー   | 32       | 3        | 3        | 0        | 5    | 0    | -    | -    | 1a     | 0      | 41   | 3    |
| KAAヘント      | 2016–17  | ジュピラー   | 30       | 5        | 2        | 0        | -    | -    | 10   | 0    | -      | -      | 42   | 5    |
| KAAヘント      | 2017–18  | ジュピラー   | 29       | 6        | 2        | 0        | -    | -    | 2    | 0    | -      | -      | 33   | 6    |
| KAAヘント      | 合計     | 合計         | 108      | 21       | 10       | 0        | 5    | 0    | 12   | 0    | 1      | 0      | 136  | 21   |
| 合計           | 合計     | 合計         | 141      | 33       | 12       | 1        | 5    | 0    | 16   | 3    | 1      | 0      | 175  | 38   |

1. ↑  予選、プレーオフも含む。
2. ↑  予選、プレーオフも含む。

aスーパーカップ(1)

### 代表
2017年9月4日現在
出典：national-football-teams.com
| ナイジェリア代表 | 国際Aマッチ | 国際Aマッチ |
| 年               | 出場        | 得点        |
| ---------------- | ----------- | ----------- |
| 2015             | 8           | 3           |
| 2016             | 5           | 0           |
| 2017             | 4           | 1           |
| 通算             | 17          | 4           |

### 代表での得点
| #  | 日時           | 場所                                                    | 対戦相手     | スコア | 最終結果 | 大会                        |
| -- | -------------- | ------------------------------------------------------- | ------------ | ------ | -------- | --------------------------- |
| 1. | 2015年9月8日   | アドキエ・エミエシマカ・スタジアム （ポートハーコート） | ニジェール   | 2–0    | ○2–0     | 親善試合                    |
| 2. | 2015年10月12日 | エドモンド・マッテンズ・スタジアム（ブリュッセル）      | カメルーン   | 2–0    | ○3–0     | 親善試合                    |
| 3. | 2015年11月18日 | アドキエ・エミエシマカ・スタジアム（ポートハーコート）  | エスワティニ | 1–0    | ○2–0     | 2018 FIFAワールドカップ予選 |
| 4. | 2017年9月4日   | スタッド・アマド・アイジョ（ヤウンデ）                  | カメルーン   | 0-1    | ▲1–1     | 2018 FIFAワールドカップ予選 |

1. ↑  勝(○)、分(▲)、敗(●)

## タイトル
KAAヘント
- ベルギープロリーグ: 2014-15
- ベルギー・スーパーカップ: 2015